# U.S. Route 11
U.S. Route 11 is een noord-zuid United States Highway doorheen tien staten in het oostelijk deel van de Verenigde Staten en loopt van de Canadese grens en de overgang naar de Québec Route 223 in Rouses Point in de staat New York naar de kruising met US 90 in New Orleans in Louisiana dicht bij de Golf van Mexico over een lengte van meer dan 2.600 km.
Het noordelijk deel van de US 11 loopt parallel met de na 1960 gebouwde I-81, het zuidelijk deel wordt ook gevolgd door het traject van de I-59.

## Staten
De staten waar de weg door heen loopt zijn:
- Louisiana
- Mississippi
- Alabama
- Georgia
- Tennessee
- Virginia
- West Virginia
- Maryland
- Pennsylvania
- New York

## Voetnoten
1. 1 2  Droz, Robert V. U.S. Highways : From US 1 to (US 830). URL accessed 08:23, 15 March 2015 (UTC).

1 ·
2 ·
3 ·
4 ·
5 ·
6 ·
7 ·
8 ·
9 ·
10 ·
11 ·
12 ·
13 ·
14 ·
15 ·
16 ·
17 ·
18 ·
19 ·
20 ·
21 ·
22 ·
23 ·
24 ·
25 ·
26 ·
27 ·
28 ·
29 ·
30 ·
31 ·
32 ·
33 ·
34 ·
35 ·
36 ·
37 ·
38 ·
39 ·
40 ·
41 ·
42 ·
43 ·
44 ·
45 ·
46 ·
48 ·
49 ·
50 ·
51 ·
52 ·
53 ·
54 ·
55 ·
56 ·
57 ·
58 ·
59 ·
60 ·
61 ·
62 ·
63 ·
64 ·
65 ·
66 ·
67 ·
68 ·
69 ·
70 ·
71 ·
72 ·
73 ·
74 ·
75 ·
76 ·
77 ·
78 ·
79 ·
80 ·
81 ·
82 ·
83 ·
84 ·
85 ·
87 ·
89 ·
90 ·
91 ·
92 ·
93 ·
94 ·
95 ·
96 ·
97 ·
98 ·
99 ·
101 ·
131 ·
163 ·
199 ·
340 ·
400 ·
412 ·
425